# Pothyne virgata
Pothyne virgata är en skalbaggsart som beskrevs av Charles Joseph Gahan 1907. Pothyne virgata ingår i släktet Pothyne och familjen långhorningar. Inga underarter finns listade i Catalogue of Life.